# Port lotniczy Atauro
Port lotniczy Atauro (port. Aeroporto Atauro) (IATA: AUT, ICAO: WPAT) – port lotniczy zlokalizowany na wyspie Atauro (Timor Wschodni).